# بنینگتون بنر
بنینگتون بنر (انگلیسی: Bennington Banner) روزنامه‌ای است که در بنینگتون، ورمانت آمریکا منتشر می‌شود. این روزنامه در ۱۸۴۱ تأسیس شده و اخبار محلی، ملی و جهانی را پوشش می‌دهد. تیراژ این روزنامه ۷٫۸۰۰ نسخه در روز است و ۶۵٪ در بنینگتون نفوذ دارد. این روزنامه از دوشنبه تا شنبه منتشر می‌شود.

## نقاشی آزادی از ترس
یک نسخه از روزنامه بنینگتون بنر در نقاشی آزادی از ترس نورمن راکول از مجموعه نقاشی‌های آزادی‌های چهارگانه به تصویر درآمده است.